# Putbus
Putbus (66,6 km²; 4 700 ab. ca.) è uno dei principali centri di Rügen, la più grande isola della Germania, appartenente al land Meclemburgo-Pomerania Anteriore (Meckenburg-Vorpommern) (nord-est del Paese).

## Geografia fisica
La cittadina è situata nella parte meridionale dell'Isola di Rügen.

## Storia
Il 28 aprile 1992 venne aggregato alla città di Putbus il comune di Kasnevitz.

## Monumenti e luoghi d'interesse
La cittadina è conosciuta per la piazza circolare su cui si affacciano bianchi edifici.